# Pseudophlaeoba henryi
Pseudophlaeoba henryi är en insektsart som beskrevs av Bolívar, I. 1914. Pseudophlaeoba henryi ingår i släktet Pseudophlaeoba och familjen gräshoppor. Inga underarter finns listade i Catalogue of Life.